# Damiqilishu
Damiqilišu was in 1816 - 1794 v.Chr. de laatste koning van het onafhankelijke koninkrijk Isin. Hij regeerde 23 jaar en was een tijdgenoot van Rim-Sin van aartsvijand Larsa.

## Jaarnamen
Er is een tablet met de volgorde van al zijn jaarnamen gevonden, maar in Nippur en niet in de hoofdstad zelf. Dit is belangrijk omdat Damiqilišu eerst deze stad op Rim-Sin wist te veroveren maar ze later weer kwijt raakte.
Het (fragmentarische) tablet staat bekend als CBS 11026 en is al in 1914 door Poebel beschreven. Het is echter dusdanig beschadigd dat het 'nauwelijks bruikbaar' betiteld werd door D. O. Edzard. Echter in 1982 slaagde Kraus erin een fragment N 2966 in de collectie in het universiteitsmuseum van de Universiteit van Pennsylvania op te sporen dat er precies aan bleek te passen. Hoewel nog steeds niet alles leesbaar is, is de kennis van de jaarnamen hierdoor een stuk verbeterd. Zoals gebruikelijk bij Isin-jaarnamen is de inhoud vooral cultisch. Bijvoorbeeld jaar 4 was het jaar dat Damiqilišu na een orakel ene Ilugamil installeerde als de maḫḫu-priester van Ninisina. Maar ook bouwwerken komen aan bod. Jaar 5 was het jaar dat de koning het kanaal "Koning Damiqilišu, Volheid" liet graven. Politieke gebeurtenissen komen echter niet aan bod. Na jaar 15 worden er geen jaarnamen van hem meer in Nippur gevonden, alleen in Isin zelf. Nippur was toen waarschijnlijk al in handen van Rim-Sin gevallen. In het 23e jaar van Damiqilišu gebeurde dat ook met Isin zelf. 

## Het einde
Daarmee kwam na meer dan twee eeuwen een einde aan het koninkrijk Isin. Rim-Sin zou deze eindoverwinning op zijn aartsrivaal nog vele jaren trots in zijn eigen jaarnamen vermelden. De tijd van Isin en Larsa liep op zijn eind maar de strijd was nog niet voorbij. Rim-Sin kreeg te maken met een andere vijand, Babylon, en die strijd verloor hij uiteindelijk.